# Бреди — Житікара
Бреди — Житікара — газопровід, який забезпечує живлення споживачів ряду районів Костанайської області Казахстану.
Трубопровід, який виконаний в діаметрі 530 мм, бере початок на території Росії на трасі газопроводу Бухара — Урал (введений в 1960-х роках). Перша ділянка по території Росії має довжину 45 км, тоді як відстань від кордону до казахського міста Житікара становить біля двох десятків кілометрів.
В Житікарі найбільшим споживачем блакитного палива виступає Житікаринський гірничо-збагачувальний комбінат (введений в дію у 1965-му).
В 2009-му від Житікари проклали газопровід до розташованого за чотири десятки кілометрів іншого районного центру Костанайської області Камисти.